# 往還町
往還町（おうかんちょう）は、愛知県名古屋市東区の地名。

## 地理
手代町の南にある東西方向の町筋である。西は水筒先筋、東は車道筋に接する。

## 歴史
江戸時代には往還町筋と称し、独立の町として成立したのは明治初頭になってからである。

### 町名の由来
往還方手代衆の住む屋敷地であったことに由来する。天明5年にはこの屋敷が大火で焼失したことにより、諸士屋敷地として利用された。

### 沿革

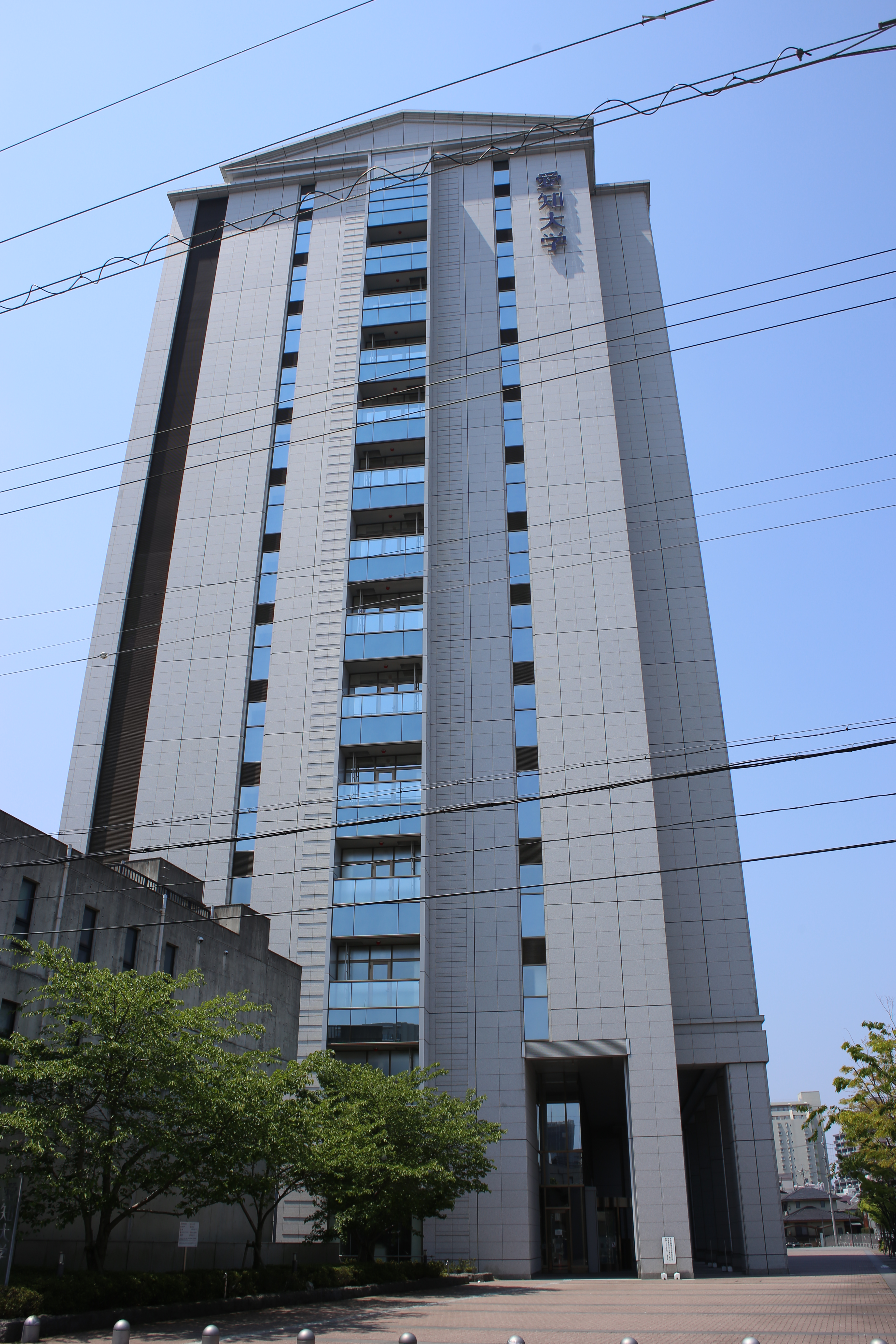
愛知大学車道キャンパス（2015年4月）

- 明治初年 - 愛知郡往還町として成立[4]。
- 1878年（明治11年）
  - 12月20日 - 名古屋区成立に伴い、同区往還町となる[4]。
  - 12月28日 - 十軒小路および三軒小路を編入する[4]。
- 1889年（明治22年）10月1日 - 名古屋市成立に伴い、同市往還町となる[4]。
- 1908年（明治41年）4月1日 - 東区に編入され、同区往還町となる[4]。
- 1941年（昭和16年）12月10日 - 水筒先町・手代町の各一部を編入し、一部が水筒先町・手代町および車道町に編入される[4]。
- 1951年（昭和31年）5月 - 往還町19番地において愛知大学が中京女子短期大学の旧校舎および旧校地を買収し、同大学名古屋分校の拡張を行った[5]。
- 1981年（昭和56年）9月13日 - 全域が筒井二丁目に編入され、消滅[4]。

### 字一覧
1932年（昭和7年）愛知県教育会発行『明治十五年愛知県郡町村字名調』による名古屋区往還町の字。
- 三軒屋（さんげんや）[6]
- 拾人屋敷（じゅうにんやしき）[6]
- 御畳町（おたたみまち）[6]